# Jessica Jacobs (triathlon)
Pour les articles homonymes, voir Jacobs.
Jessica Jacobs née Jessica Umentum le 20 décembre 1976 à Bellevue au Wisconsin est une triathlète américaine, vainqueur sur triathlon Ironman et Ironman 70.3.

## Biographie

### Jeunesse
Jessica Jacobs est la plus jeune de huit frères et sœurs qui ont grandi à la campagne à côté de la ferme de leur grand-père située à Bellevue dans le  Wisconsin. A un âge précoce, elle est très douée pour les sports d'endurance, elle pratique l'athlétisme à l'Université du Wisconsin. En 2005, elle participe pour la première fois au championnat du monde d'Ironman à Kailua-Kona, seulement dix semaines après la naissance de sa fille.

### Carrière en triathlon
Jessica court son premier Ironman en Suisse en 2003 alors qu'elle sert comme officier dans l'armée américaine. Elle se passionne pour ce sport, et prend sa retraite de l'armée pour se lancer dans le triathlon professionnel. En Floride en 2011, elle est la troisième femme à finir un Ironman en moins de neuf heures. Elle remporte dans sa carrière trois Ironman (deux en Floride et un au Wisconsin). Elle remporte l'Ironman 70.3 Floride 2012 quarante minutes derrière le vainqueur masculin Lance Armstrong.

### Vie privée
Avec son mari Michael Jacobs major de l'armée américaine, ils vivent à Green Bay au Wisconsin et ont ensemble une fille Kasey née en 2005 Jessica est un officier de l'armée américaine à la retraite.

## Palmarès
Le tableau présente les résultats les plus significatifs (podium) obtenus sur le circuit international de triathlon depuis 2008.
| Année | Compétition                      | Pays         | Position           | Temps           |
| ----- | -------------------------------- | ------------ | ------------------ | --------------- |
| 2017  | Ironman 70.3 Gurye               | Corée du Sud | Médaille d'or      | 4 h 2 min 15 s  |
| 2012  | Ironman 70.3 Steelhead           | États-Unis   | Médaille d'or      | 4 h 24 min 43 s |
| 2012  | Ironman 70.3 Racine              | États-Unis   | Médaille d'or      | 4 h 26 min 4 s  |
| 2012  | Ironman 70.3 Floride             | États-Unis   | Médaille d'or      | 4 h 24 min 30 s |
| 2012  | Ironman 70.3 Buffalo Springs     | États-Unis   | Médaille d'argent  | 4 h 28 min 47 s |
| 2011  | Ironman Floride                  | États-Unis   | Médaille d'or      | 8 h 55 min 10 s |
| 2011  | Ironman Wisconsin                | États-Unis   | Médaille d'or      | 9 h 41 min 3 s  |
| 2011  | Ironman 70.3 Steelhead           | États-Unis   | Médaille de bronze | Timing          |
| 2010  | Ironman Floride                  | États-Unis   | Médaille d'or      | 9 h 7 min 49 s  |
| 2008  | Ironman Wisconsin                | États-Unis   | Médaille de bronze | Timing          |
| 2008  | Ironman Floride                  | États-Unis   | Médaille de bronze | 9 h 17 min 51 s |
| 2008  | Chattanooga Waterfront Triathlon | États-Unis   | Médaille d'or      | Timing          |